# Commatica acropelta
Commatica acropelta är en fjärilsart som beskrevs av Edward Meyrick 1914. Commatica acropelta ingår i släktet Commatica och familjen stävmalar. Inga underarter finns listade i Catalogue of Life.